# 흰띠제비나비
흰띠제비나비(학명: Papilio polytes)는 나비목 호랑나비과의 나비이다.
성충은 앞날개 길이 50mm 정도, 날개 편 길이 7 - 8cm 정도이다. 다른 호랑나비과의 나비들에 비하면 소형으로, '흰띠제비나비'라는 이름은 뒷날개에 뚜렷한 흰 띠무늬에서 유래한다. 영어 이름은 'Mormon butterfly'이다.
인도부터 동남아시아의 열대 지역까지 넓게 분포하며, 한반도에는 분포하지 않으며 미접으로 발견된 적이 없는 열대성 나비이다. 일본에서는 나카노섬 이남의 류큐 열도에 분포한다. 오키나와 지방에서는 흔하게 볼 수 있고, 야에야마 제도에서는 연중, 아마미 군도에서는 2월 중순 - 11월 하순에 보인다. 1년에 5 - 6회 발생한다. 붉은 꽃에 잘 모이며, 황무지나 숲, 해안 등에서 볼 수 있다.
유충은 귤 등 운향과 각종을 식초로 한다. 유충은 다른 호랑나비속처럼 1 - 4령까지 새똥과 같은 색이고, 5령이 되면 녹색이 된다. 위험을 느끼면 붉은 뿔을 내밀며, 이 뿔에서는 고약한 냄새가 난다.
수컷은 남방제비나비처럼 검은색 바탕이지만 뒷날개 중앙에 흰 점 띠가 뚜렷하여 크게 구별된다.

## 붉은무늬형 흰띠제비나비

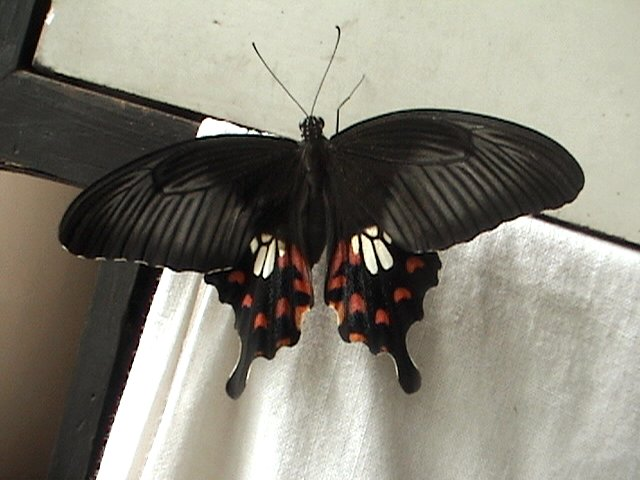
흰띠제비나비 붉은무늬형 암컷

흰띠제비나비의 암컷은 유전적으로 2가지 형태가 나타난다. 수컷과 같이 뒷날개에 흰 띠가 있는 「보통형」(흰띠형), 뒷날개에 흰 띠와 함께 적색의 반점이 있는 「붉은무늬형」(적문형)이다. 붉은무늬형은 꼬마사향제비나비(Pachliopta aristolochiae)가 서식하는 장소에 나타나지만, 꼬마사향제비나비가 서식하지 않는 곳에는 붉은무늬형은 나타나지 않는다. 같은 남방계 나비인 꼬마사향제비나비는 유충 시대에 쥐방울덩굴과의 식물을 먹이로 삼으며, 성충이 되어도 몸안에 섭식식물의 독소가 있다. 이 때문에 꼬마사향제비나비를 포식자(주로 조류)가 포식하면 중독을 일으켜 나비를 토해 버리며, 꼬마사향제비나비를 먹지 않게 된다. 흰띠제비나비는 본래 독이 없지만, 꼬마사향제비나비의 체색을 흉내내는 것으로, 적으로부터 몸을 지키고 있다고 생각할 수 있다. 이를 베이츠 의태의 한 예시로 볼 수 있다.

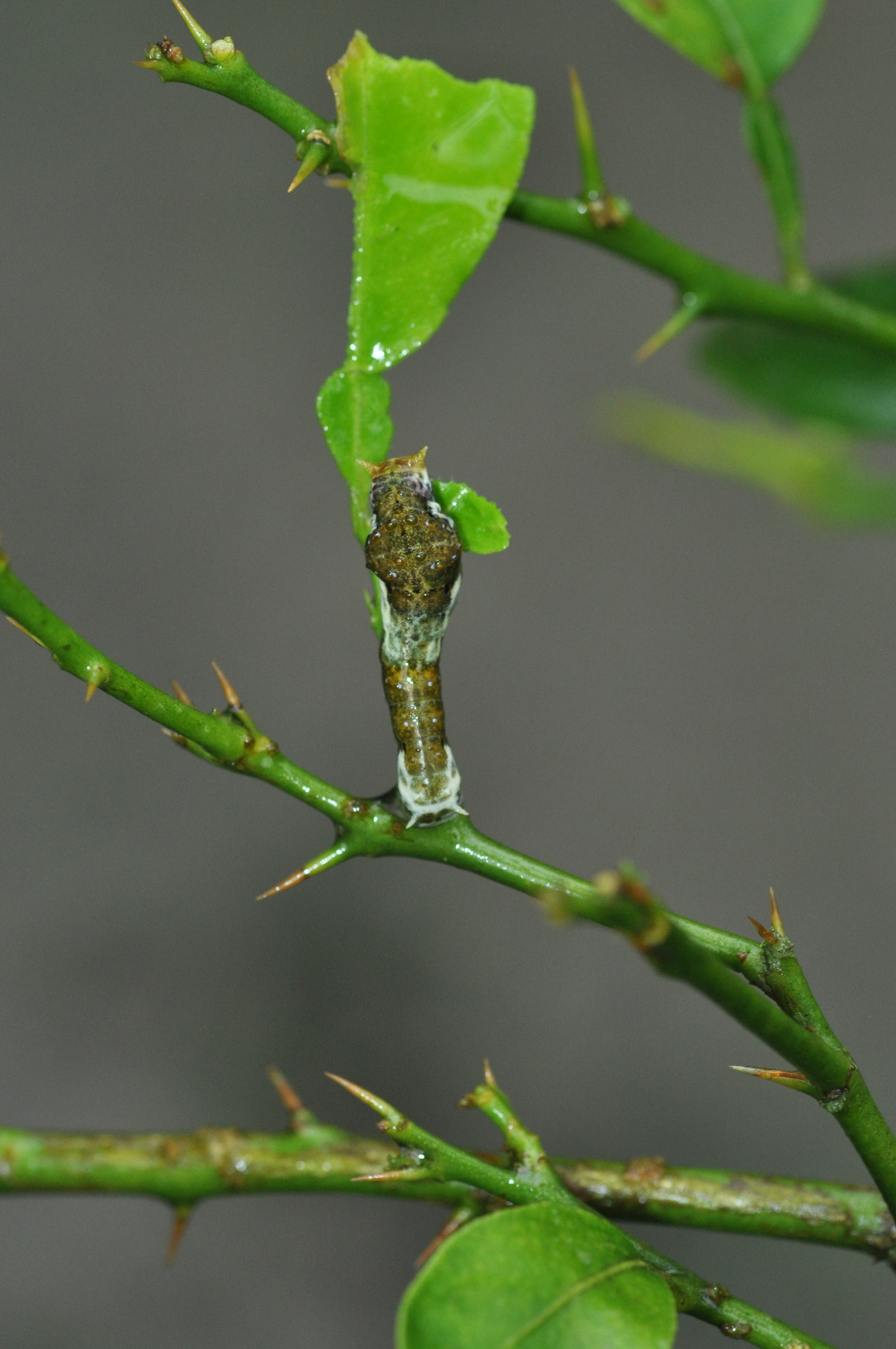
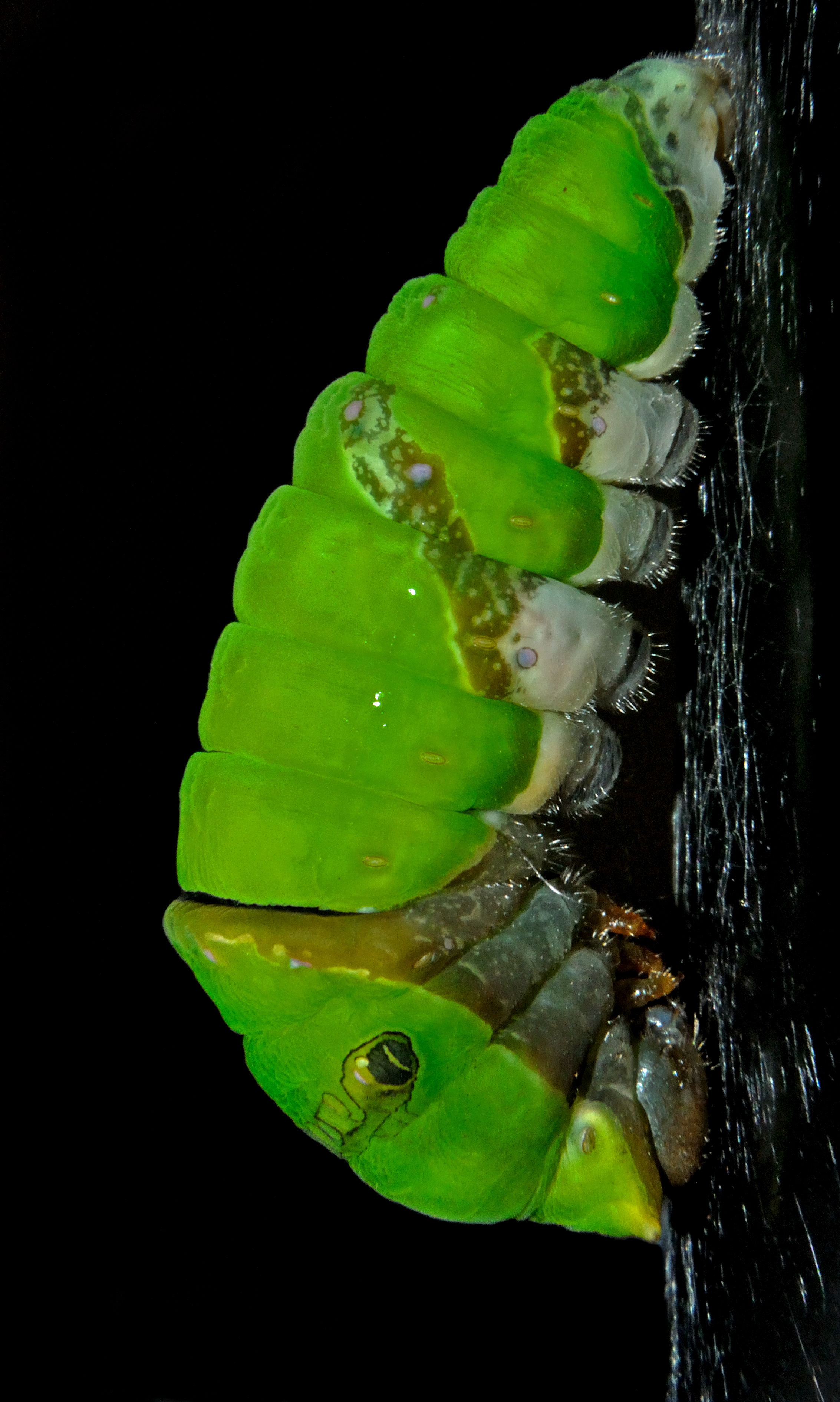
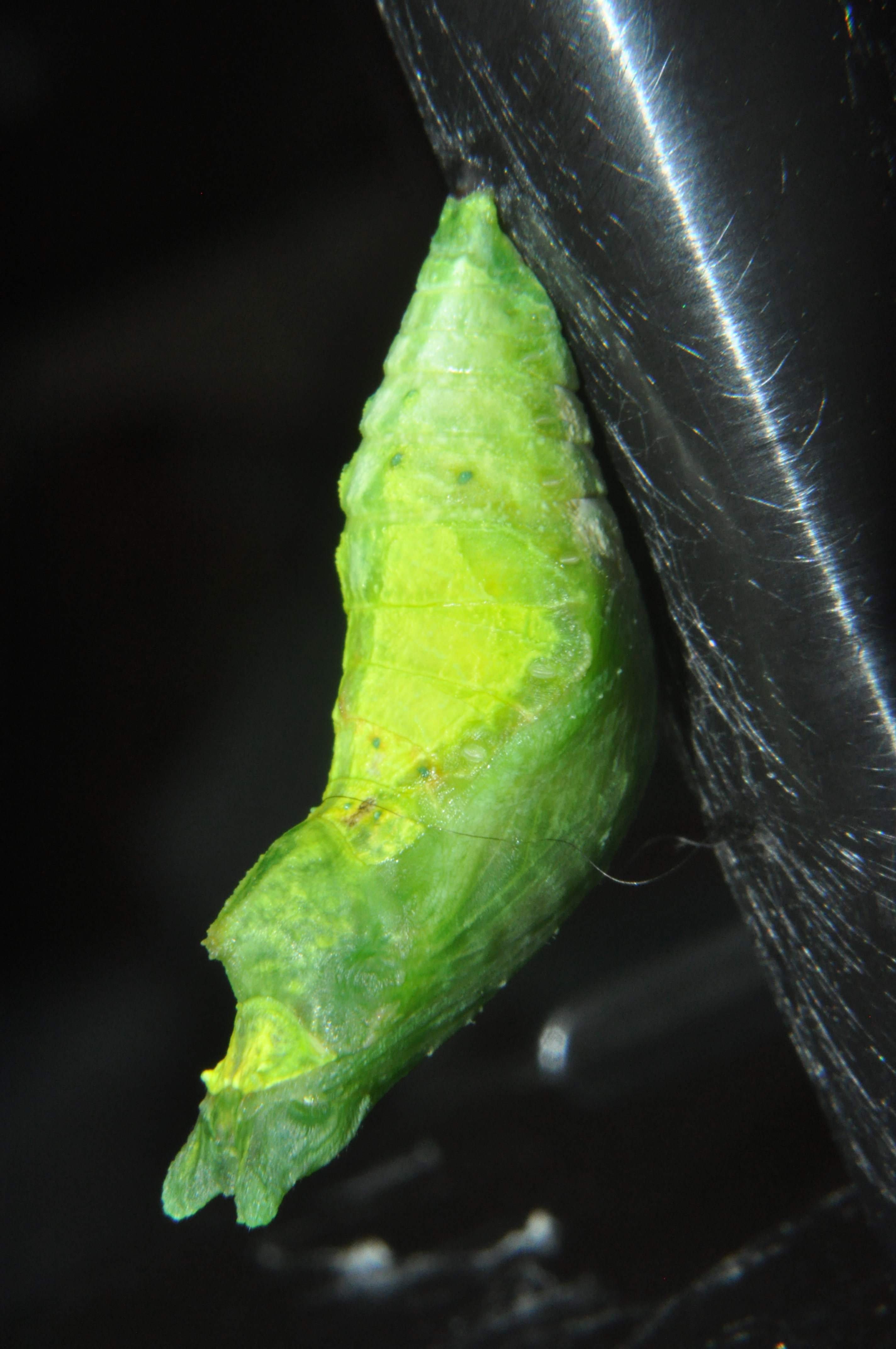

## 같이 보기
- 꼬마사향제비나비

## 참고 문헌
- 주흥재, 김현채, 김성수, 윤인호 「세계곤충도감」ISBN 9788909096898
- 키타 타카시관 「학생판 일본 곤충 도감」ISBN 4-8326-0040-0
- 실업지일본사 「이리오모테섬 필드 도감」요코츠카진기인 ISBN 4-408-61119-0
- 남방 신사 「곤충의 도감 채집과 표본을 만드는 방법」후쿠다 하루오외 ISBN 4-86124-057-3
- 아쿠아 산호초 기획 「오키나와의 자연을 즐기는 곤충의 책」오키나와 필드 북 4미나토 가즈오 ISBN 978-4-9901917-6-4